# Borisav Jović
Borisav Jović (cyr. Борисав Јовић, ur. 19 października 1928 w Nikšiciu, zm. 13 września 2021 w Belgradzie) – serbski polityk komunistyczny. W czasie od 15 maja 1990 do 15 maja 1991 sprawował funkcję przewodniczącego Prezydium socjalistycznej Jugosławii.